# Low (canción de Kelly Clarkson)
«Low» es una canción de la cantante y compositora de estadounidense Kelly Clarkson, por su álbum debut Thankful. La canción fue escrita por Jimmy Harry y producida por Clif Magness. Fue lanzado como el álbum segundo sencillo oficial, el 3 de agosto de 2003.
La canción es notable por ser el primer sencillo en el que Clarkson explora el elemento "pop rock" para luego definir su carrera en singles como "Breakaway" y "Since U Been Gone". La canción recibió críticas favorables de los críticos de la música. El 5 de marzo de 2013, Billboard clasificó la canción en el número 87 en su lista de los Top 100 Hits American Idol de todos los tiempos.

## Lanzamiento
Después de alcanzar el número 9 en el Billboard Hot 100 con "Miss Independent", Clarkson no estaba convencida de que Low tenía potencial para ser sencillo. Otros contendientes, y los posibles terceros sencillos fueron "Just Missed the Train", "The Trouble with Love Is" y "You Thought Wrong", un dueto con Tamyra Gray. Finalmente, "Low" fue lanzado como el segundo sencillo el 3 de agosto de 2003. En el Reino Unido, la canción fue lanzada como un doble lado con "The Trouble With Love Is". Jimmy Harry se sorprendió cuando la canción fue elegida para ser sencillo, en palabras de él: "Creo que fue un gran salto y un impresionante seguimiento después de "Miss Independent". Escoger "Low" lo veía lejano, debido a que el contenido de la producción y la letra eran tan diferentes".

## Composición
"Low" fue escrita por Jimmy Harry y producida por Cliff Magness, quien también organizó y dirigió la pista. El pop rock la pista con sabor hogareño y campo, encuentra a la cantante reflejada en una relación acabada. "It's cool you didn't want me/ Sometimes you can't go back/ But why'd you have to go and make a mess like that?" (Es genial que no me quieras / A veces no se puede volver atrás / Pero ¿por qué tienes que ir y hacer un desastre de esa manera?), ella canta antes de interpretar el coro: "Have you ever been low? Have you ever had a friend that let you down?" (¿Alguna vez has estado abajo? ¿Alguna vez has tenido un amigo al que has defraudado". Harry ha dicho que "Low" "era una canción muy personal para él. Cuando la escribió, no estaba muy seguro de qué hacer con ella porque era una letra bastante brutal y sentía que no era algo que muchos artistas pop querrían hacer.

## Promoción
En el 2003, poco después del lanzamiento de Thankful, Kelly fue invitada por AOL para grabar su primer AOL Sessions. En este Clarkson incluyó las canciones The Trouble With Love Is, Thankful y Low, como cierre de éste.  Para comenzar promoción a la canción como sencillo, Clarkson la interpretó por primera vez en vivo en los Teen Choice Awards en agosto de 2003. Así mismo, continuó dando distintas presentaciones en programas de televisión durante el 2003, como en "Top of the Pops" y "Des&Mel". Cuando Clarkson inició su primera gira "Independent Tour" en febrero de 2004, este sencillo se convirtió en la canción de apertura. En diciembre de 2004, justo un mes después del lanzamiento de su segundo álbum de estudio Breakaway, Clarkson volvió a interpretar "Low" en los Radio Music Awards. Además, en 2005, este sencillo se incluyó el listado oficial del primer concierto para AOL de la cantante.

## Video musical
El video musical fue dirigido por Antti Jokinen, quien también dirigió sus videos "A Moment Like This" y "Before Your Love"
. En dcho video, podemos ver a Clarkson conduciendo una camioneta mientras interpreta la canción, intercalándose a su vez, Clarkson haciendo un mini concierto frente a un oar de persona en lo que parece ser un desierto. Para finalizar, se puede ver a Clarkson empujando la camioneta que conducía por una gran barranco para así, seguir caminando y cantar el último verso de la canción.

## Listado de canciones
- Maxi CD Reino Unido[7]

| CD Single |                            |                                       |                                 |          |  |
| N.º       | Título                     | Escritor(es)                          | Productor(es)                   | Duración |  |
| 1.        | «Low» (Versión sencillo)   | Jimmy Harry                           | Clif Magness                    | 3:29     |  |
| 2.        | «The Trouble With Love Is» | Clarkson • Evan Rogers • Carl Sturken | Rogers • Sturken                | 3:42     |  |
| 3.        | «Respect»                  | Ottis Redding                         | Stephen Lipson • James McMillan | 2:15     |  |
| 4.        | «Low» (Video musical)      | Harry                                 | Dirigido por Antti Jokinen      | 3:28     |  |

- Promo CD (Reino Unido)

| CD Single |                       |              |                            |          |  |
| N.º       | Título                | Escritor(es) | Productor(es)              | Duración |  |
| 1.        | «Low» (Versión radio) | Harry        | Magness                    | 3:28     |  |
| 2.        | «Low» (Video musical) | Harry        | Dirigido por Antti Jokinen | 3:28     |  |

- Maxi CD Australia

| CD Single |                                                 |                                                              |               |          |  |
| N.º       | Título                                          | Escritor(es)                                                 | Productor(es) | Duración |  |
| 1.        | «Low» (Versión radio)                           | Harry                                                        | Magness       | 3:28     |  |
| 2.        | «Miss Independent» (Shanghai Surprise Club Mix) | Clarkson • Rhett Lawrence • Christina Aguilera • Matt Morris | Lawrence      | 7:53     |  |
| 3.        | «Miss Independent» (MaUVe Mix)                  | Clarkson • Lawrence • Aguilera • Morris                      | Lawrence      | 7:55     |  |
| 4.        | «Miss Independent» (Junior Vasquez Tribal)      | Clarkson • Lawrence • Aguilera • Morris                      | Lawrence      | 9:21     |  |